# Молба на бобощени до екзарх Антим I
Молбата на бобощени до екзарх Антим I е писмо от жителите на корчанското село Бобощица, тогава в Османската империя, до българския екзарх Антим I.
На 26 октомври 1873 година жителите на Бобощица пишат молба до българския екзарх Антим I, написана с гръцки букви на бобощички диалект. В молбата се казва, че в Бобощица и в Дреново се говори български език, описва се селото, разказва се за неговите околности и за стопанското му положение и се съобщава, че то отвсякъде е обградено от албанци.
| „ | Κνιγατα να σταρσιτι βοβοσηçιçθι δο βυλλγαρσκιο Εκζαρκ (Πισηκυπ) νο Σταμβολλ 26 οκτομβριυ 1873 γοδινα. Δο πρσεσυτκι Τατκα ναση Εκζαρκα Αντιμα νο Σταμβολλ. Ι σο ζβορ οτ βλαγε ουστα νασηα ουμιλλυανο πισμο νασηε δο νασηιτε βραθα δετο σε βολγαρι, σο μετανιε, σο συιενα κολενα, γολεαμα /γ/ριζια τι çινι σελλοτο νασηε, Τατκο ναση, δα νι υμιλλυιτε, νασηε çεανδα σηçο σε ναιδυε σαμι νο στρεδ λυτι Αρναυτι... ποδελενι οτ ναση μιλλετ, και τασ οφχατα σηçο νελι οσνετενοτο ενανγελιε οτι ζγιμνα οτ σταδοτο. | “ |

| „ | Книгата на старсити бобошички до булгарскио Екзарк (Пискуп) во Стамбол 26 октомвриу 1873 година. До пресветки Татка наши Екзарка Антима во Стамбол. И со збор от благе уста вашиа умилиано писмо вашие до нашите брата дето се болгари, со метание, со свиена колена, голяма грижа ти чини селото нашие, Татко наши, да ни умилуите, ваши чанда шчо се найдуе сами во стред лути арнаути... поделени от наши милет, кай тас офсата шчо вели осветеното евангелие оти згимна от стадото. | “ |

От писмото става ясно, че при Али паша Янински селото става държавен имот и голяма част от жителите му се преселват във Влашко. По-късно султан Абдул Азис започнал да продава имотите. Бобощани не успяват да се освободят от държавна зависимост и затова се обръщат с молба за помощ към екзарх Антим I.